# شحنة الفضاء

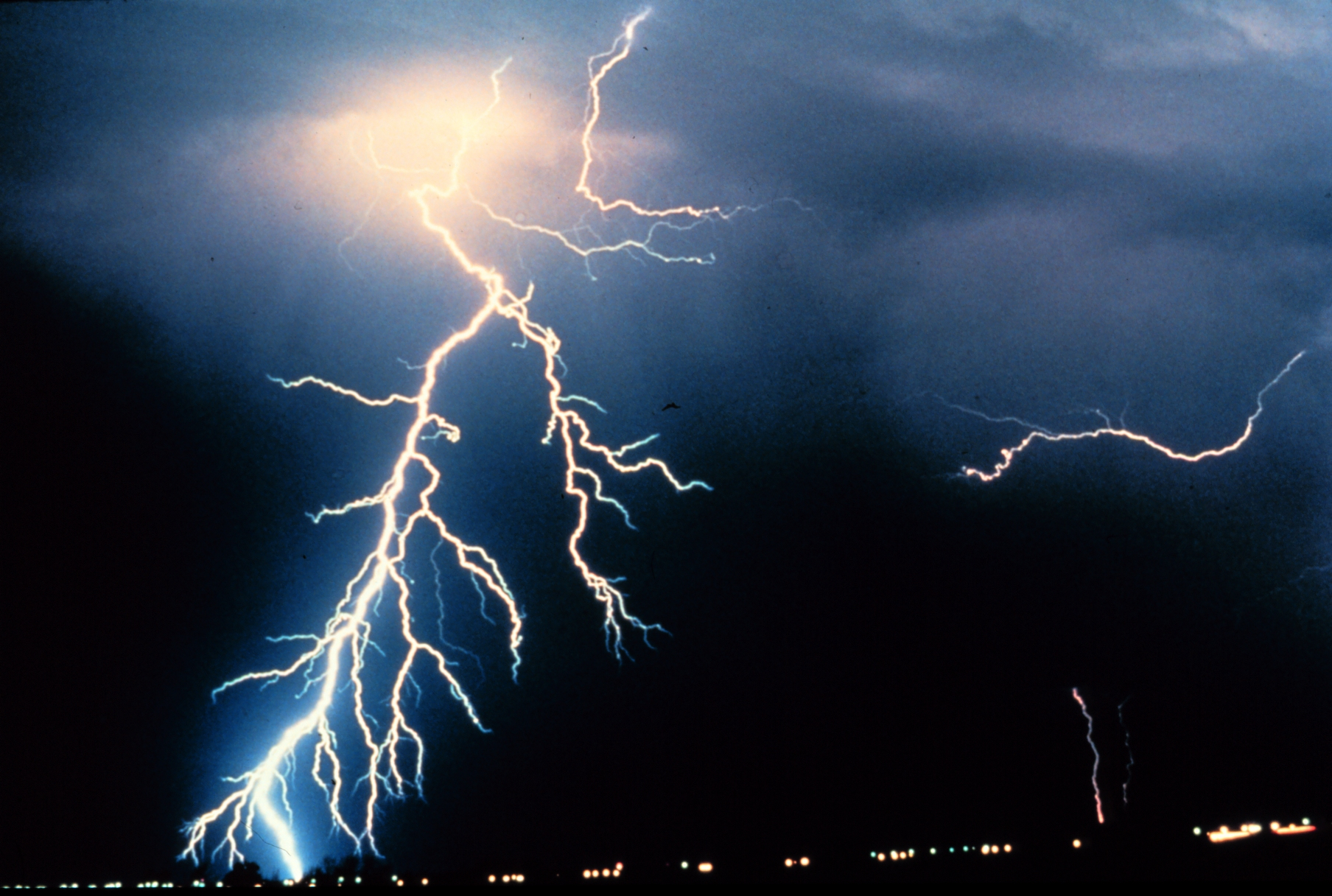

شحنة الفضاء  (أو الشحنة الفراغية) هي تجمُّع جسيمات ذات شحنة كهربائية تشغل حيِّزاً من الفضاء الحر، أو داخل جهاز أو نبيطة. ففي الصمامات أو الأنابيب الإلكترونية المتعددة المساري، وخاصة الأنبوب الإلكتروني ثلاثي المساري، المفرَّغ من الهواء تنطلق الإلكترونات من الكاتود (المهبط) باتجاه الأنود (المصعد)، ولكن لا يصل منها إلى الأنود إلا القليل لسببين، فهي أولاً تحتاج إلى زمن محدد كي تبلغه، ويزداد هذا الزمن كلما قلَّ الجهد الموجب المطبق على الأنود، ثم إن الإلكترونات السالبة تلقى دفعاً من الشبكة ذات الجهد السالب، فترتد بعض الإلكترونات بسببها. ولذلك تتجمع الإلكترونات بين الكاتود والشبكة مشكِّلة سحابة إلكترونية سالبة الشحنة هي ما يسمى شحنة الفضاء.
تُستنزف هذه السحابة باستمرار نتيجة هجرة الإلكترونات منها باتجاه الأنود ذي الجهد الموجب، ويتم تعويض الإلكترونات المستنزَفة بإلكترونات يصدرها الكاتود الساخن. وهكذا يشكل انتقال الإلكترونات نحو الأنود تياراً كهربائياً تتحكم فيه شحنة الفضاء. وتتلاشى شحنة الفضاء من أمام الكاتود عندما يصل جهد الأنود الموجب قيمة تكفي لجذب جميع الإلكترونات التي يصدرها الكاتود، وعند ذلك يبلغ التيار حدَّ الإشباع، ولا تتحكم فيه حينئذٍ سوى درجة حرارة الكاتود، فيزداد بازديادها.لا يقتصر حدوث شحنة الفضاء على الأنابيب الإلكترونية، وإنما يتعداها إلى الجوار المباشر للرؤوس المؤنَّفة المشحونة، وإلى الأسلاك الدقيقة في أنابيب الانفراغ الغازية. كما تظهر شحنة الفضاء عند أي مسرى (إلكترود) يُستخدم لحقن الإلكترونات أو الأيونات في مادة عازلة سائلة أو صلبة، كما هي الحال عند حقن الإلكترونات أو الثقوب في نصف ناقل نقي من مسرىً حاقن في كثير من النبائط الإلكترونية.
يسبب وجود شحنة الفضاء تعديلاً في خطوط الحقل الكهربائي. ففي أنبوب إلكتروني ثلاثي المساري يحتوي على أنود وكاتود وشبكة، تنطلق خطوط الحقل الكهربائي من الأنود، وتنتهي بالكاتود. إن وجود شحنة الفضاء بين المسريين يجعل بعض خطوط الحقل تنتهي بشحنة الفضاء ذاتها، خاصةً إذا كان تيار الإلكترونات آقل من حد الإشباع.
وإذا قُذِفت حزمة جسيمات كالإلكترونات أو الأيونات في الخلاء، شكَّلت الجسيمات المقذوفة شحنة فضاء. ونظراً لتدافع الشحنات المتماثلة فإن حزمة الجسيمات تبدأ متوازية ثم لا تلبث أن تتباعد تدريجياً، الأمر الذي يحدُّ من شدة حزمة الجسيمات التي يمكن تسريعها في المسرِّعات، كما يحدُّ من مقدرة تجهيزات فصل النظائر في الحقول الكهرمغنطيسية.
ويطلق اسم منطقة شحنة الفضاء (أو منطقة الشحنة الفراغية) على منطقة التماس بين نصف ناقل من النوع n ونصف ناقل من النوع p، أو بين معدن ونصف ناقل. وهي منطقة خالية من الشحنات الحرة (الإلكترونات والثقوب) بسبب الحقل الكهربائي الذي تشكله طبقتا الأيونات الموجبة (في الجانب من النوع n) والسالبة (في الجانب من النوع p). وتقوم هذه المنطقة بدور أساسي في العديد من النبائط (مثل الديود والترانزستور) نظراً لتأثيرها على التيار المار في الوصلة p-n وعلى وسعيتها.